# EndeavourOS
EndeavourOS és una distribució de Linux basada en Arch Linux. Ve amb KDE Plasma com a entorn gràfic per defecte i des de l'instal·lador gràfic Calamares es pot canviar a Xfce, Budgie, Cinnamon, GNOME, i3, LXQt o MATE.

## Rerefons
EndeavourOS va començar com una continuació de la distribució Antergos Linux, una distribució en si mateixa basada en Arch Linux, una distribució de Linux de propòsit general. El maig de 2019, els desenvolupadors d'Antergos van anunciar bruscament que el desenvolupament del projecte s'aturaria; un moderador dels fòrums d'Antergos va discutir la idea de mantenir la comunitat en un fòrum nou. La idea va rebre el suport de la comunitat, i en un dia altres moderadors d'Antergos es van unir al projecte. El desenvolupament a EndeavourOS va començar ràpidament, amb l'equip que planejava crear una distribució que s'aproximés a Arch Linux amb la comoditat d'un instal·lador de GUI, alhora que descartava els afegits d'interfícies d'usuari d'altres distribucions com Manjaro que incloïen de Pacman com Pamac de la instal·lació bàsica. El primer llançament d'EndeavourOS va ser el juliol de 2019.

## Instal·lació
EndeavourOS utilitza l'⁣instal·lador del sistema Calamares. Si bé EndeavourOS estava previst que es distribuís originalment amb Cnchi, l'instal·lador de xarxa usat per Antergos, les dificultats tècniques van donar lloc a l'adopció d'un instal·lador fora de línia basat en Portergos, una distribució de Linux també basada en Antergos, a l'espera que es poguessin resoldre els problemes resolts més endavant en el desenvolupament. Immediatament després del llançament de la distribució, l'equip d'EndeavourOS va començar a desenvolupar un instal·lador de xarxa per Calamares, i s'esperava que el llançament de l'instal·lador en xarxa de Calamares tingués lloc el novembre de 2019, però el llançament es va endarrerir fins al desembre. L'instal·lador per xarxa oferiria als usuaris la possibilitat de triar entre una varietat d'⁣entorns d'escriptori, gestors de finestres, paquets de controladors (microprogramari) i nuclis durant el procés d'instal·lació.

## Història
L'11 de setembre de 2019, EndeavourOS va anunciar que publicaria una revista en línia, anomenada Discovery, per oferir als seus usuaris informació de fons sobre les ordres d'Arch i per informar-los sobre nous paquets per explorar. La revista es va llançar el novembre de 2019. Més tard es va suspendre l'abril de 2021 a causa de la manca d'escriptors.
EndeavourOS utilitza un calendari de llançament continuat. A partir del 14 de setembre de 2022, la versió més recent fou la 22.9 ("Artemis Nova").
EndeavourOS Galileo va establir a KDE Plasma com a entorn gràfic per defecte i utilitzable en viu el novembre de 2023.